# Hacer mucho con poco
Hacer mucho con poco es un documental ecuatoriano de arquitectura de 2017 dirigido por Katerina Kliwadenko y Mario Novas.

## Sinopsis
El documental recorre las obras, arquitectos y oficinas de la arquitectura ecuatoriana contemporánea tras la crisis económica de 1999 en ese país.
Las obras y oficinas de arquitectura presentadas son:
- Escuela Nueva Esperanza (Al Borde)
- Casa en el Carrizal (Daniel Moreno + Sebastián Calero),
- Casa en La Prosperina (Fábrica Nativa Arquitectura)
- Centro de Interpretación del Cacao (Taller Con Lo Que Hay 4 + ENSUSITIO Arquitectura)
- Torno Co.Lab (Rama Estudio)
- Restaurante La Pesca (Natura Futura)
- Mirador en Quilotoa Shalalá (Jorge Javier Andrade Benítez + Javier Mera Luna + Daniel Moreno Flores)[1]

## Recepción

### Recepción crítica
Hacer mucho con poco se estrenó el 7 de noviembre de 2017 en Ambato, Ecuador.Al año siguiente, fue parte de la selección oficial de Rencontres Cinémas d'Amérique Latine en Touluse, Festival EDOC de Quito, el Budapest Architecture Film Days, el Copenhagen Architecture Festival CAFx, el Arquinfilm de Barcelona, el Film Festival de Lisboa y el ArqFilmFest de Santiago. En 2019, fue parte de la selección oficial del Bergen International Film Festival.

### Premios y reconocimientos
| Año  | Festival     | Categoría                     | Resultado | Ref.  |
| ---- | ------------ | ----------------------------- | --------- | ----- |
| 2018 | CINETEKTON V | Mejor largometraje documental | Ganador   | [ 6 ] |